# Shenzhoupterus
Shenzhoupterus es un género extinto de pterosaurio pterodactiloide azdarcoide de la familia de los chaoyangoptéridos procedente del Cretácico Inferior en la formación Jiufotang de Liaoning, en la actual China.  
El género fue nombrado por 2008 Lü Junchang, David Unwin, Xu Li y Zhang Xingliao. La especie tipo es Shenzoupterus chaoyangensis. El nombre del género se deriva del término Shenzhou, un antiguo nombre de China, que significa "la tierra divina", y el griego latinizado pteron, "ala". El nombre científico de la especie se refiere a Chaoyang.
El género está basado en el holotipo HGM 41HIII-305A (Museo Geológico de Henan en Zhengzhou), que comprende el cráneo articulado y el esqueleto de un único individuo, con una  envergadura alar de 1.4 metros. Shenzhoupterus carecía de dientes, y tenía una cresta en su cráneo que se arqueaba sobre los ojos y terminaba en una pequeña punta dirigida hacia la parte posterior de la cabeza. La fenestra nasoanteorbital (una abertura que combinaba los agujeros de las narinas y la fenestra anteorbital) era grande y se extendía sobre los ojos y la caja craneana. Lü et al., quienes describieron y nombraron a Shenzhoupterus en 2008, llevaron a cabo un análisis filogenético y hallaron que su nuevo género formaba un clado de azdarcoides con Chaoyangopterus, Eoazhdarcho, Eopteranodon  y Jidapterus, el cual ellos nombraron Chaoyangopteridae.